# Redjang
Pour les articles homonymes, voir Redjang (homonymie).
Les Redjang (en anglais, Rejang) sont la population autochtone de la province indonésienne de Bengkulu dans le sud de l'île de Sumatra. Ils vivent dans les vallées des Bukit Barisan, les hautes terres fertiles du Lebong et les districts du nord de la province. 
Leur société est divisée en quatre clans qui forment une confédération politico-sociale nommée Jang pat petulai ("Redjang des quatre frères"). Chaque petulai est considéré comme l'ancêtre fondateur de l'un des quatre clans.
Le village est le centre du monde. La position de l'individu dans la société villageoise est déterminée par son appartenance à la famille régnante du fondateur du village, propriétaire des terres. Les plus importants villages Redjang sont dans le Lebong et ont jusqu'à 4 000 habitants.
Chaque clan possède son territoire (marga), qui comprend de 8 à 32 villages situés le long des rivières. Lorsqu'on défriche, le chef divise en parcelles qu'il alloue à chaque famille et chaque famille a droit d'usufruit sur ces terres. Ce droit peut se transmettre de père en fils.
Les Redjang cultivent le riz irrigué mais préfèrent le riz de montagne pour leur alimentation et les rituels religieux. Le bétail est présent partout. La pêche, la chasse et la cueillette jouent un rôle important. Le repas de base consiste en riz, légumes, poisson séché et épices. L'économie de marché est bien implantée. On vend des produits de la forêt, des chevaux, des légumes. En retour, on achète des produits de la côte : sel, poisson séché, métaux.
Les Redjang sont musulmans, mais comme partout ailleurs en Indonésie, ils croient en des esprits associés à des lieux sacrés tels qu'une montagne, une colline ou la jungle. Ils conservent leurs croyances basées sur le culte des ancêtres et pratiquent le chamanisme. Chez les Redjang, le dukun (chamane) est à la fois prêtre, devin, herboriste, médecin, maître des rituels, chroniqueur et barde.

## Langue et écriture
La langue redjang est catégorisée comme "non classée" dans la branche malayo-polynésienne des langues austronésiennes. Jusqu'au XVIIIe siècle, elle s'écrivait avec un alphasyllabaire propre, d'origine indienne.